# Bernard Ferrigno
Pour les articles homonymes, voir Ferrigno.
Bernard Ferrigno, né le 24 octobre 1954 à Grenoble (Isère), est un footballeur français.
Bernard Ferrigno est un attaquant formé à l'Olympique lyonnais mais il n'arrive jamais à s'imposer dans l'effectif des « Gones », barré par Bernard Lacombe, Yves Mariot et Serge Chiesa. Après avoir quitté Lyon, avec qui il est finaliste de la Coupe de France 1976, Ferrigno se fait connaître du côté de LB Châteauroux mais on se souvient de lui pour son passage au FC Tours où il forme un tandem de buteurs avec l'italo-argentin Delio Onnis. Durant sa carrière, Ferrigno dispute 331 matchs de championnat (D1 et D2 mélangées) pour 121 buts marqués.
Il est le cinquième joueur le plus capé de l'histoire du FC Tours et aussi le troisième meilleur buteur du club.

## Biographie

### Formation et débuts à Lyon
Bernard Ferrigno découvre le football dans des petits clubs de sa région natale, dont l'AS Saint-Priest, avant de se faire remarquer par des recruteurs de l'Olympique lyonnais qui lui proposent d'intégrer leur centre de formation.
Avec du travail et beaucoup de hargne, il montre à l'entraîneur Aimé Mignot, qu'il a les qualités pour pouvoir rendre des services au sein de l'attaque lyonnaise. Mignot le lance en Division 1 lors de la saison 1974-1975. Ferrigno dispute cinq matchs et inscrit son premier but en professionnel.
L'exercice 1975-1976 voit Bernard Ferrigno jouer son premier match européen en Coupe UEFA. En D1, Ferrigno participe à sept matchs pour quatre buts inscrits. Parallèlement au championnat, les Rhodaniens atteignent la finale de la Coupe de France que Bernard joue et perd contre l'Olympique de Marseille.
Voulant plus de temps de jeu eu surtout acquérir de l'expérience, Ferrigno décide de quitter Lyon et la première division pour rejoindre l'échelon inférieur et Châteauroux pour essayer de s'imposer dans un effectif.

### Révélation à Châteauroux (1976-1978)
Avec La Berrichonne de Châteauroux, Ferrigno se révèle lors de la saison 1976-1977 en disputant trente matchs et marquant douze buts.
La saison suivante voit les Berrichons terminer à la neuvième place et Bernard Ferrigno termine troisième au classement des buteurs avec 21 réalisations en étant seulement devancé par le tourangeau Pierre-Antoine Dossevi et le dunkerquois Jean-Claude Garnier qui marquent 23 fois.
Grâce à ses deux bonnes saisons avec Châteauroux, Bernard Ferrigno est courtisé pendant l'été 1978 et finalement il jette son dévolu sur le FC Tours, séduit par le projet du président tourangeau qui veut faire monter son club en première division dès que possible.

### Confirmation au FC Tours (1978-1983)
Cela failli réussir au bout de la première saison car pour le championnat 1978-1979, Ferrigno et ses coéquipiers terminent à la quatrième place du classement. L'ancien berrichon s'adapte bien à sa nouvelle équipe en marquant seize buts en 31 rencontres.
La saison 1979-1980 est la bonne car Ferrigno et les autres terminent en tête de leur groupe. Mais c'est l'AJ Auxerre qui remporte le titre de champion de D2 en battant Tours en finale. Bernard Ferrigno tient à nouveau l'attaque tourangelle en inscrivant seize buts comme l'année précédente, un total qui lui vaut de terminer co-meilleur buteur du groupe A avec Alain Polaniok.
Pendant le mercato estival de 1980, Bernard Ferrigno voit arriver Delio Onnis. Les deux hommes forment un des plus beaux duo d'attaquants qu'a possédé le club tourangeau et l'un des meilleurs jamais vu en D1. Malgré les 34 buts marqués par les deux compères sur les 54 de leur équipe (24 pour Onnis et 10 pour Bernard Ferrigno), les deux hommes ne peuvent éviter la saison difficile du club, sauvé lors des barrages.
Pour l'exercice 1981-1982, Ferrigno ne marque que six buts, son plus mauvais total depuis la saison 1975-1976.
La saison 1982-1983 voit le FC Tours être relégué et après cinq années de bons et loyaux services, préférant rester en D1, Bernard Ferrigno accepte de rallier la Corse pour signer un contrat en faveur du Sporting Club de Bastia.

### SEC Bastia (1983-1985)
En concurrence avec Roger Milla, Louis Marcialis et Jacques Zimako, Ferrigno tire tout de même son épingle du jeu en jouant 25 rencontres mais pour seulement trois buts et Bastia finit la saison 1983-1984 en milieu de tableau.
La saison suivante est difficile car les Bastiais luttent tout l'exercice pour ne pas finir dans la zone rouge et se sauvent avec seulement trois points d'avance.
Après deux saisons moyennes surtout au niveau des statistiques de buts marqués, Bernard Ferrigno décide de quitter la Corse pour rallier la Bretagne et plus précisément le Stade Quimpérois pour retourner évoluer en deuxième division.

### Fin de carrière au Stade quimpérois (1985-1987)
L'attaque quimpéroise est composée entre Bernard Ferrigno , Robby Langers et Patrick Martet, et au bout du compte l'ancien bastiais fait une bonne saison 1985-1986 en inscrivant onze buts en 29 rencontres et maintient son club en D2 en le positionnant à la huitième place.
Ferrigno fait une bonne nouvelle saison avec huit buts en 29 matchs en 1986-1987 et avec tous ses coéquipiers il emmène Quimper à une cinquième place du championnat. C'est sur ce dernier exercice que l'ancien lyonnais décide de mettre un terme à sa carrière.

## Statistiques
| Saison                | Club                  | Championnat           | Championnat | Championnat | Coupe(s) nationale(s) | Coupe(s) nationale(s) | Compétition(s) continentale(s) | Compétition(s) continentale(s) | Compétition(s) continentale(s) | Total | Total |
| Saison                | Club                  | Division              | M.          | B.          | M.                    | B.                    | Comp.                          | M.                             | B.                             | M.    | B.    |
| 1974-1975             | Olympique lyonnais    | D1                    | 5           | 1           | -                     | -                     | -                              | -                              | -                              | 5     | 1     |
| 1975-1976             | Olympique lyonnais    | D1                    | 7           | 4           | 2                     | 0                     | C3                             | 1                              | 0                              | 10    | 4     |
| Sous-total            | Sous-total            | Sous-total            | 12          | 5           | 2                     | 0                     | -                              | -                              | -                              | 14    | 5     |
| 1976-1977             | LB Châteauroux        | D2                    | 30          | 12          | 3                     | 1                     | -                              | -                              | -                              | 33    | 13    |
| 1977-1978             | LB Châteauroux        | D2                    | 32          | 21          | 1                     | 0                     | -                              | -                              | -                              | 33    | 21    |
| Sous-total            | Sous-total            | Sous-total            | 52          | 33          | 4                     | 1                     | -                              | -                              | -                              | 56    | 34    |
| 1978-1979             | FC Tours              | D2                    | 31          | 16          | 2                     | 1                     | -                              | -                              | -                              | 33    | 17    |
| 1979-1980             | FC Tours              | D2                    | 32          | 16          | 4                     | 3                     | -                              | -                              | -                              | 36    | 19    |
| 1980-1981             | FC Tours              | D1                    | 35          | 10          | 5                     | 2                     | -                              | -                              | -                              | 40    | 12    |
| 1981-1982             | FC Tours              | D1                    | 30          | 6           | 5                     | 1                     | -                              | -                              | -                              | 35    | 7     |
| 1982-1983             | FC Tours              | D1                    | 25          | 10          | 10                    | 2                     | -                              | -                              | -                              | 35    | 12    |
| Sous-total            | Sous-total            | Sous-total            | 153         | 58          | 26                    | 9                     | -                              | -                              | -                              | 179   | 67    |
| 1983-1984             | SEC Bastia            | D1                    | 25          | 3           | 1                     | 0                     | -                              | -                              | -                              | 26    | 3     |
| 1984-1985             | SEC Bastia            | D1                    | 21          | 3           | 2                     | 1                     | -                              | -                              | -                              | 23    | 4     |
| Sous-total            | Sous-total            | Sous-total            | 46          | 6           | 3                     | 1                     | -                              | -                              | -                              | 49    | 7     |
| 1985-1986             | Stade quimpérois      | D2                    | 29          | 11          | 1                     | 0                     | -                              | -                              | -                              | 30    | 11    |
| 1986-1987             | Stade quimpérois      | D2                    | 29          | 8           | -                     | -                     | -                              | -                              | -                              | 29    | 8     |
| Sous-total            | Sous-total            | Sous-total            | 58          | 19          | 1                     | 0                     | -                              | -                              | -                              | 59    | 19    |
| Total sur la carrière | Total sur la carrière | Total sur la carrière | 331         | 121         | 36                    | 11                    | -                              | 1                              | 0                              | 368   | 132   |

## Palmarès
Coupe de France
- Finaliste en 1976 avec l'Olympique lyonnais

Championnat de France D2
- Co-meilleur buteur du groupe A en 1980